# Panamá nos Jogos Olímpicos de Verão de 2008
O Panamá competiu nos Jogos Olímpicos de Verão de 2008, em Pequim, na China. Irving Saladino foi o porta-bandeira da delegação do país na cerimônia de abertura.
A participação do Panamá inicialmente era incerta. O país havia sido suspenso pelo Comitê Olímpico Internacional em julho de 2007, devido ao que foi descrito como interferência governamental no Comitê Olímpico Nacional do Panamá. A suspensão foi levantada em abril de 2008, permitindo aos atletas panamenhos lutarem por sua classificação a Pequim.

## Medalhas
| Atleta          | Esporte   | Evento                       | Medalha |
| --------------- | --------- | ---------------------------- | ------- |
| Irving Saladino | Atletismo | Salto em distância masculino | Ouro    |

## Desempenho

### Atletismo
Masculino
| Atleta          | Prova              | 1ª fase    | 1ª fase | 2ª fase | 2ª fase | Semifinal | Semifinal | Final       | Final           |
| Atleta          | Prova              | Tempo      | Pos.    | Tempo   | Pos.    | Tempo     | Pos.      | Tempo       | Pos.            |
| --------------- | ------------------ | ---------- | ------- | ------- | ------- | --------- | --------- | ----------- | --------------- |
| Bayano Kamani   | 400m com barreiras | 49.05 (SB) | 6º      |         |         | 50.48     | 16º       | Não avançou | Não avançou     |
| Irving Saladino | Salto em distância | 8.01       | 4º      |         |         |           |           | 8.34        | Medalha de ouro |

### Esgrima
| Atleta         | Prova                      | Ronda dos 64           | Ronda dos 32              | Ronda dos 16             | Quartos-finais         | Semifinais             | Final                  |
| Atleta         | Prova                      | Adversário e resultado | Adversário e resultado    | Adversário e resultado   | Adversário e resultado | Adversário e resultado | Adversário e resultado |
| -------------- | -------------------------- | ---------------------- | ------------------------- | ------------------------ | ---------------------- | ---------------------- | ---------------------- |
| Jesika Jiménez | Espada individual feminino |                        | UKR Y. Shemyakina V 15–13 | GER I. Duplitzer D 10–15 | Não avançou            | Não avançou            | Não avançou            |

### Natação
| Atleta          | Prova                 | Qualificação | Qualificação | Semifinal   | Semifinal   | Final       | Pos. |
| Atleta          | Prova                 | Tempo        | Pos.         | Tempo       | Pos.        | Tempo       | Pos. |
| --------------- | --------------------- | ------------ | ------------ | ----------- | ----------- | ----------- | ---- |
| Edgar Crespo    | 100 m peito masculino | 1:03.72      | 53º          | Não avançou | Não avançou | Não avançou | 53º  |
| Christie Bodden | 100 m costas feminino | 1:07.18      | 47º          | Não avançou | Não avançou | Não avançou | 47º  |